# Caradrina spalleki
Caradrina spalleki là một loài bướm đêm trong họ Noctuidae.